# Johan Jacob Ahrenberg

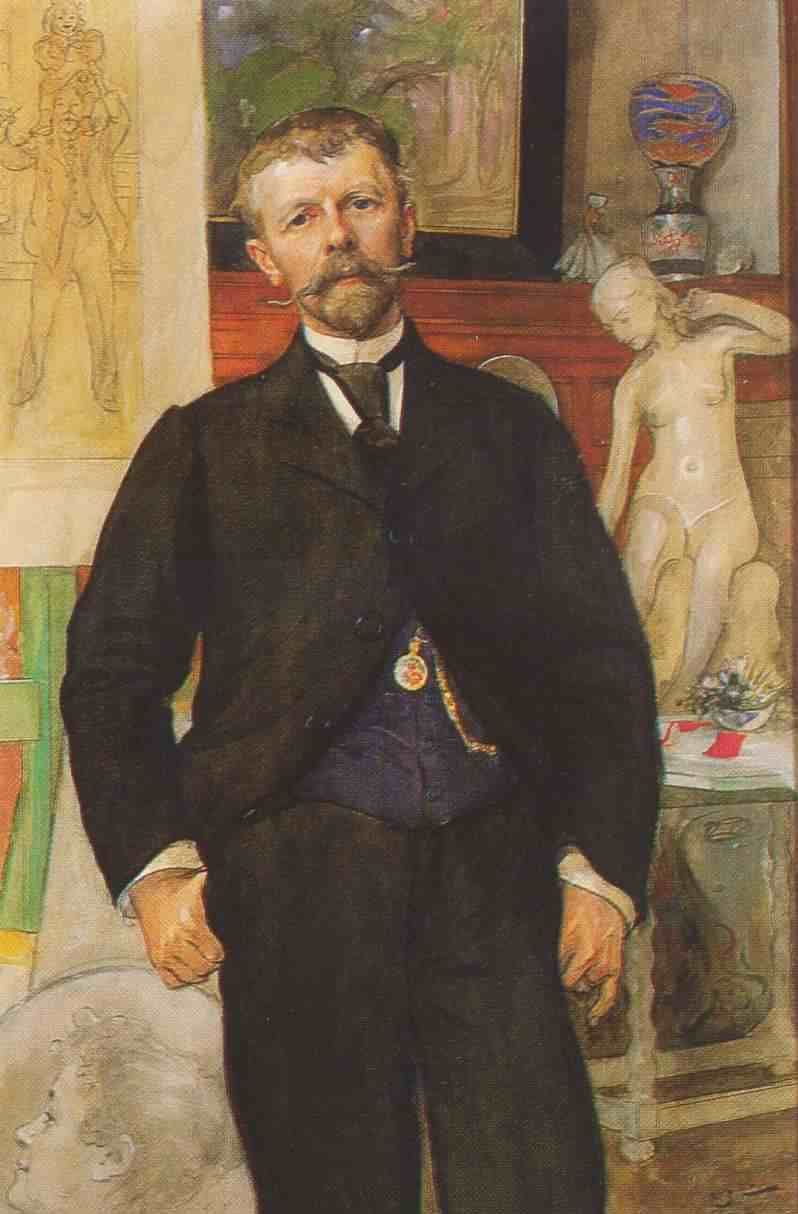
Jac. Ahrenberg, Gemälde von Carl Larsson

Johan Jacob Ahrenberg (* 30. April 1847 in Wyborg; † 10. Oktober 1914 in Helsinki) war ein finnlandschwedischer Architekt und Schriftsteller.

## Leben
Ahrenberg war der Sohn des Schulbeamten Carl Wilhelm Ahrenberg (1807–1880), Rektor des Wyborger Gymnasiums von 1846 bis 1849 und der Höheren Elementarschule in Wyborg von 1857 bis 1872. 1875 absolvierte er die Königliche Akademie der freien Künste in Stockholm. Zum Abschluss seiner Ausbildung besuchte er Paris, Venedig, Florenz und Städte des Nahen Ostens und Nordafrikas. Ahrenberg wurde 1877 beim Amt für Öffentliche Bauten angestellt, war von 1886 bis 1910 Erster Architekt und wurde 1910 zum Oberarchitekten befördert. Er entwarf Baupläne, die zum überwiegenden Teil für öffentliche Gebäude, insbesondere Schulgebäude bestimmt waren. 1878 war er der Leiter des finnischen Ausstellungskomitees auf der Weltausstellung in Paris und 1882 Chefarchitekt der finnischen Abordnung auf der Weltausstellung in Moskau. In Ahrenbergs Kreativität finden sich Merkmale aller Baustile des ausgehenden 19. und beginnenden 20. Jahrhunderts von der Imitation italienischer Palazzi und klassizistischer Gebäude bis zur Neugotik und Moderne.
Als Schriftsteller vereinte er sein bedeutendes Erzählertalent mit einer großen Produktivität. Die Mischung von Finnen und Russen in der Provinz Wiborg sowie deren Verhältnis zueinander ist ein sich ständig wiederholendes Motiv in seinen literarischen Werken. Sie umfassen sowohl Reise- und folkloristische Schilderungen als auch eine Reihe Romane wie Hihuliter, Familjen på Haapakoski oder Vår landsman. Als seine künstlerisch wertvollste Arbeit wird die Erzählung Stockjunckaren (Der Stockjunker) angesehen. In ihr wird der Untergang eines Wyborger Handelshauses erzählt.
Den größten Wert für die Nachwelt schuf er mit seinen frischen und lebensbejahenden Erinnerungsbildern in sechs Teilen Människor som jag känt (Menschen, die ich kannte). Bekanntheit erlangte er auch durch Schriften über die Geschichte und Theorie der Architektur. Ihm wurde für diese Bücher die Silbermedaille der Petersburger Kunstakademie verliehen.
Der kulturell vielseitig tätige Ahrenberg versuchte sich auch in Malerei und Publizistik.
Sein Enkel ist der berühmte finnische Designer Kaj Franck, „das Gewissen des finnischen Designs“.

## Werke

### Gebäude (Auswahl)

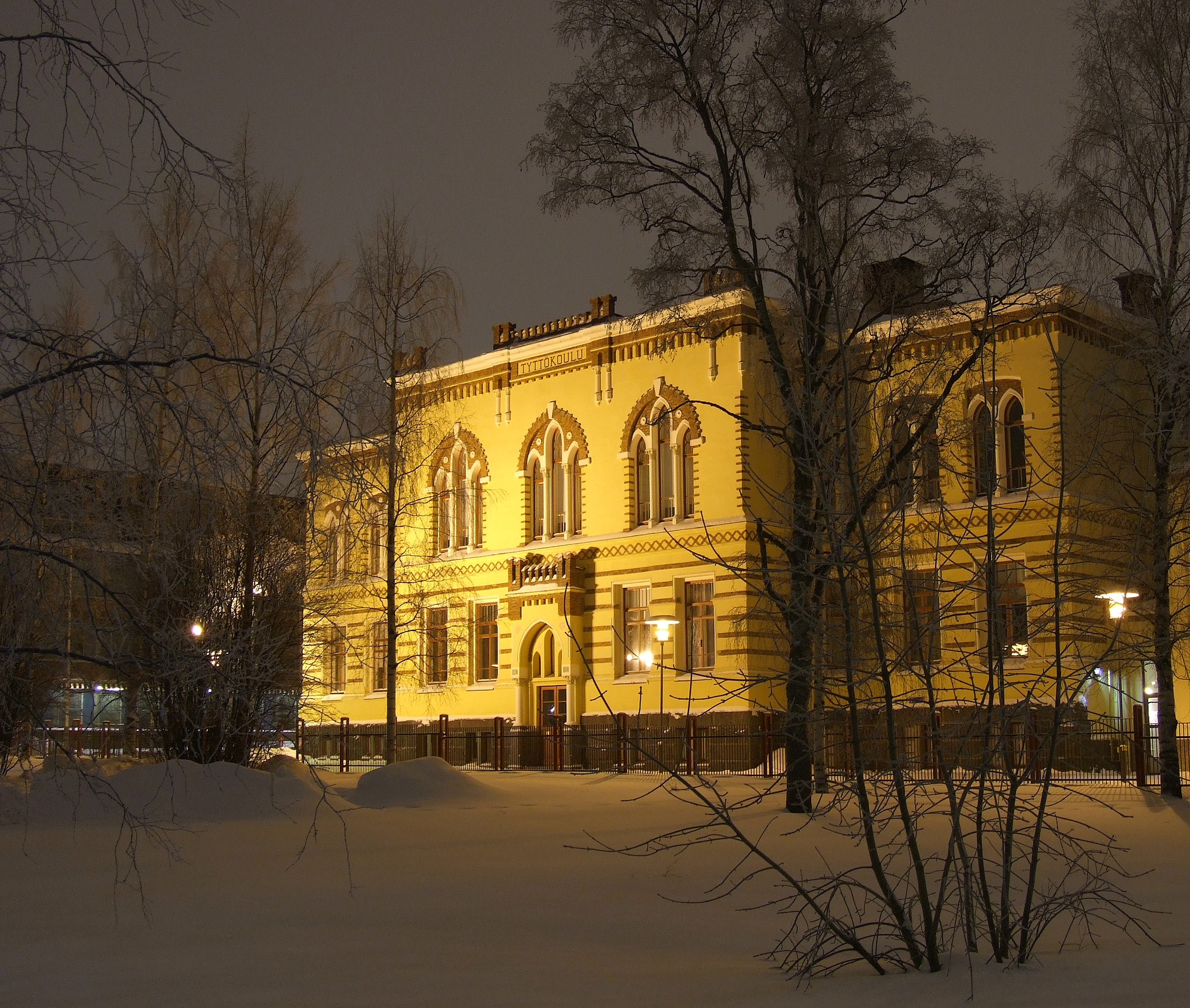
Mädchengymnasium in Oulu

- Hauptgebäude der Provinzialregierung in Oulu, 1887
- Finnisches Realgymnasium in Tampere, 1890
- Kirche in Hanko, 1892
- Kirche in Kajaani, 1892
- Neue Kirche in Kristinestad, 1897
- Hauptgebäude der Reserveoffiziersschule in Hamina, 1898
- Mädchengymnasium in Oulu, 1901
- Åland-Gymnasium in Mariehamn, 1903
- Gymnasium in Helsinki, 1905
- Finnische Mädchenschule in Wyborg, 1906
- Synagoge Helsinki, 1906
- Mädchenschule in Sortawala, 1911
- Postgebäude in Wyborg, 1914

### Bücher
- Hemma, 1887
- Hihuliter, 1889
- Stockjunckaren, 1892; deutsch Der Stockjunker, eine Erzählung aus Karelien, Halle/Salle 1895
- Familjen på Haapakoski, 1893, ISBN 978-1-103-27354-6
- Från Karelen: vald samling berättelser och kulturbilder, Stockholm 1894
- Vår landsman, 1897
- Människor som jag känt, 1904, 1907, 1908, 1909, 1910, 1914
- Med styrkans rätt, 1899